# 솔트레이크시티

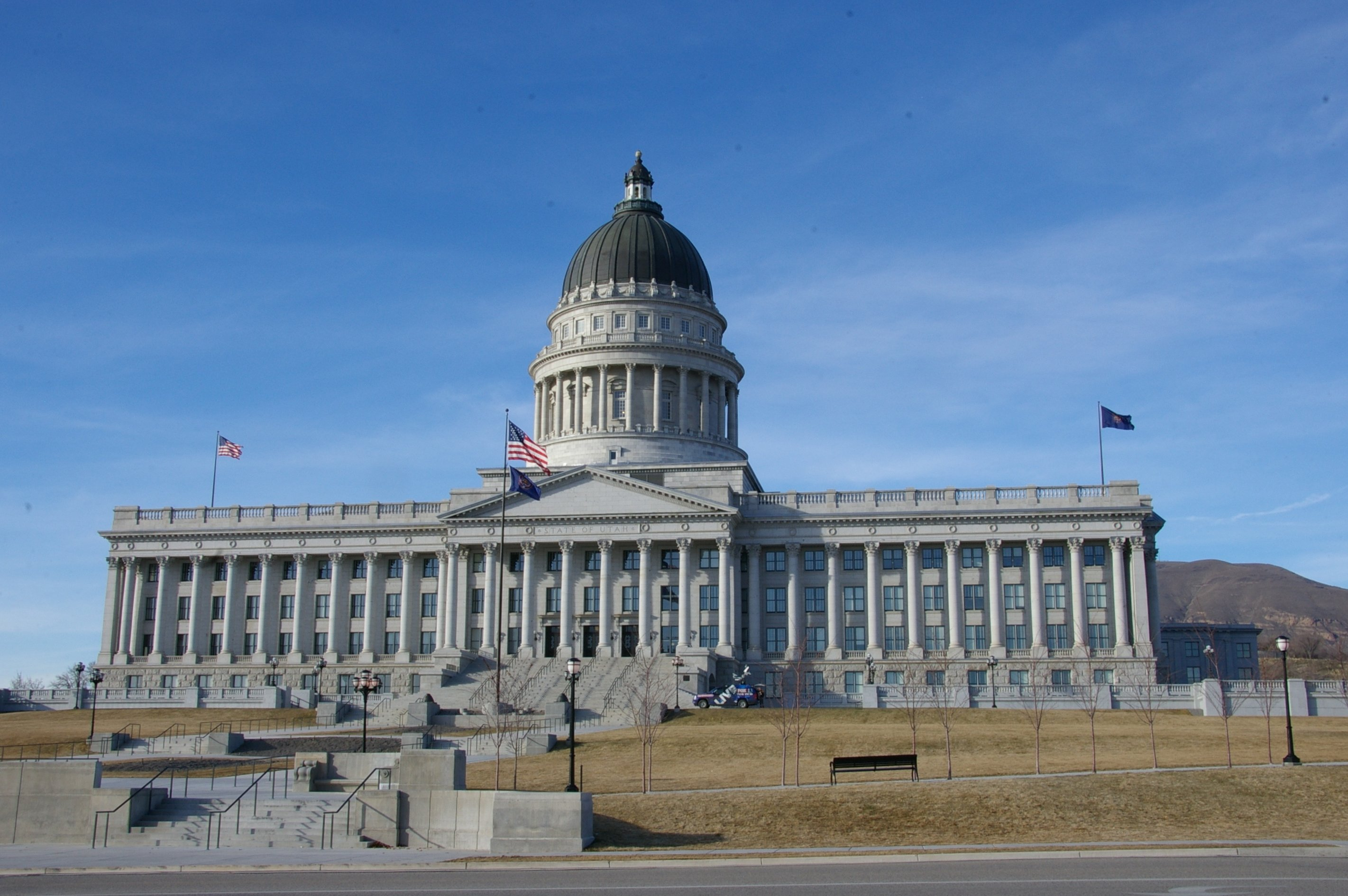
유타 주의회 의사당

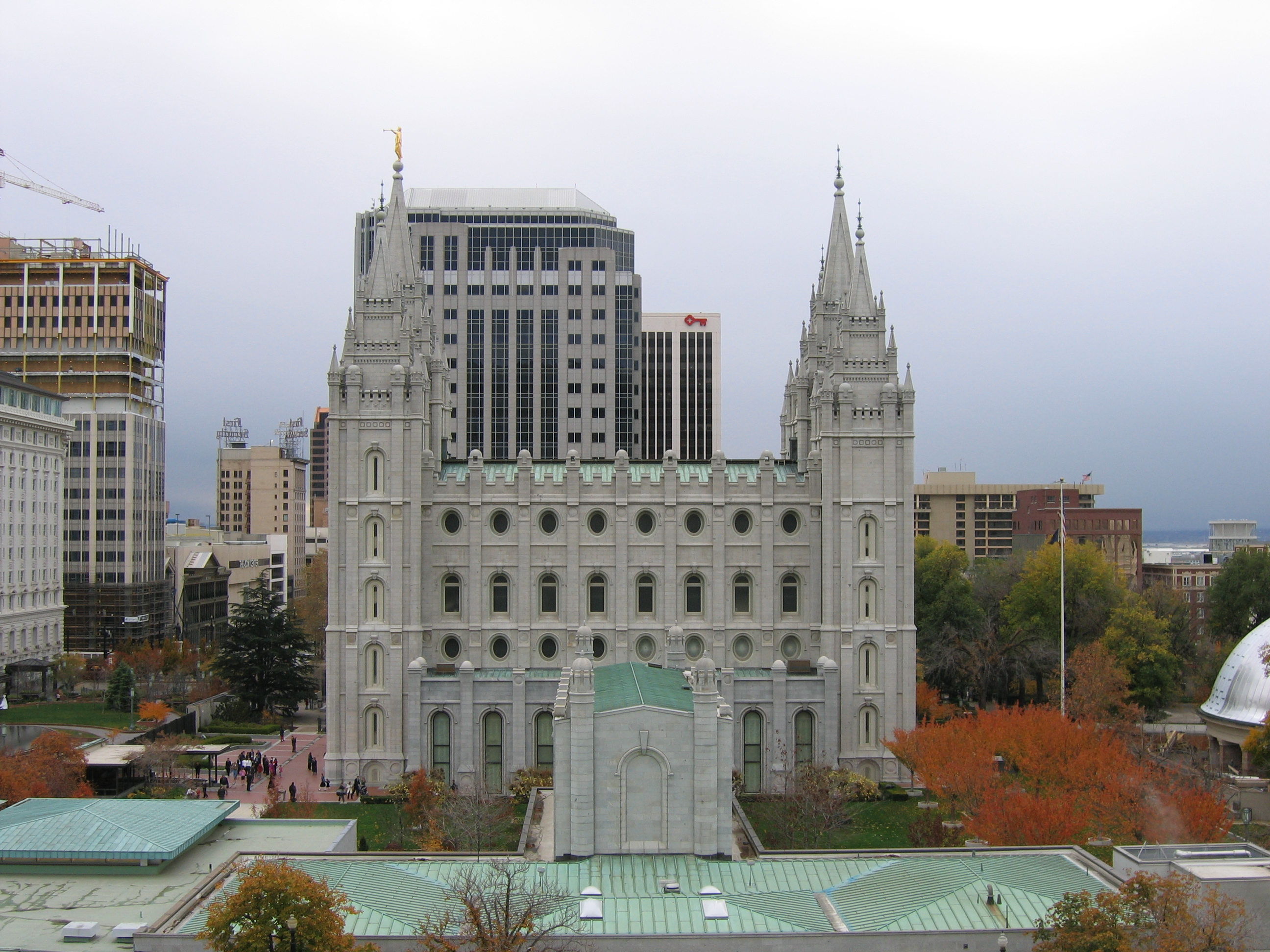
솔트레이크 성전(예수 그리스도 후기 성도교회)

솔트레이크시티(영어: Salt Lake City, 문화어: 쏠트레이크시)는 미국 서부 유타주의 주도이다. 면적은 285.9 km2, 인구는 시내가 215,548명(2025)이며, 대도시권은 미국내 47위로 1,257,936명이다.
유타주 북부, 그레이트솔트호 동남쪽에 위치한다. 그레이트솔트 호의 서쪽은 사막이 이어지는 불모지이나, 이 곳의 동쪽에는 워새치 산맥의 연봉이 이어진다. 평균 고도는 1,320m이다. 기후는 반건조성이며, 연평균 강수량은 400mm에 불과하나, 그레이트솔트 호의 영향으로 겨울철에서 봄철에 걸쳐서는 눈이 비교적 많이 내려 서부 내륙 일대에서는 강수량이 많은 편이다. 연평균 기온은 11 °C 내외로, 고도를 감안하면 위도에 비해 높은 편이며, 여름철에는 평균 기온이 상당히 높으나 건조하여 무더위가 심하지는 않다.
이 지역은 본래 인디언 부족의 땅이었으나, 거의 개척되지 않았던 황무지였다가 1847년 브리검 영이 이끄는 후기성도들이 정착하기 시작했다. 그 후 곧바로 유타 지역은 멕시코에서 미국으로 양도되었으며, 1850년 준주가 되면서 솔트레이크시티는 준주의 주도가 되었다. 유타 지역이 동부에서 박해를 피해 이 곳으로 옮겨온 후기성도들은 이 곳에 질서 정연한 도시 계획을 수립하여 예수 그리스도 후기 성도 교회의 중심지로 발전시키고자 했다. 이에 후기성도와 비 후기성도들 사이에 분쟁이 일어나기도 했으나, 철도의 개통과 인근 지역의 광산 개발로 서부 일대의 중요한 도시로 성장하였다. 건조지이지만 관개에 의한 농업, 인근 염호를 이용한 제염(製鹽)이 왕성하다.
시의 중심가는 처음에 후기성도들에 의해 개발되었고, 예수 그리스도 후기성도 교회에서 관할하는 시설과 아름다운 공원이 조화를 이룬 청결하고 질서 정연한 시가지 형태를 갖추고 있다. 솔트레이크시티는 여러 철도가 교차하는 교통의 중심지로 발전하시 시작했으며, 자동차 시대 이후로도 도로가 교차하는 교통의 요지이다. 항공기 교통 발달 이후 솔트레이크시티 국제공항은 서부 일대의 중요한 공항 중 하나로 떠올랐으며, 델타 항공이 허브 공항으로 사용하고 있어 서부의 인근 지역은 물론이고 미국 각지와 항공로로 연결되어 있다. 최근에는 정보통신산업의 발달로 번창하고 있으며, 주변 지역으로의 인구 유입이 활발하여 미국의 대도시 중에서 성장 속도가 상당히 빠른 편이다.
그레이트솔트 호 동쪽에 위치하는 이 곳은 그레이트솔트 호와 워새치 산맥 사이에 있는 지형적 영향으로 눈이 많이 내려 제2차 세계대전 이후 스키장이 많이 건설되었다. 솔트레이크시티 동쪽에 위치하는 스키장들은 뛰어난 설질로도 유명하다. 2002년 제19회 동계올림픽이 개최되어 동계 스포츠의 명소로 더욱 유명해졌다. 관광의 중심지로 시내의 예수 그리스도 후기성도 교회 시설 관련물 관람이나 부근의 스키와 등산 등으로 관광객이 많이 찾는다.

## 스포츠
솔트레이크시티를 연고로 하는 프로스포츠팀은 NBA 농구의 유타 재즈, 메이저 리그 축구의 레알 솔트레이크, NHL 아이스하키의 유타 매머드가 있다.

## 인구
| 인구조사                                    | 인구    | Note  | %±     |
| ------------------------------------------- | ------- | ----- | ------ |
| 1850년                                      | 6,157   |       | —      |
| 1860년                                      | 8,236   |       | 33.8%  |
| 1870년                                      | 12,854  |       | 56.1%  |
| 1880년                                      | 20,768  |       | 61.6%  |
| 1890년                                      | 44,843  |       | 115.9% |
| 1900년                                      | 53,531  |       | 19.4%  |
| 1910년                                      | 92,777  |       | 73.3%  |
| 1920년                                      | 116,110 |       | 25.1%  |
| 1930년                                      | 140,267 |       | 20.8%  |
| 1940년                                      | 149,934 |       | 6.9%   |
| 1950년                                      | 182,121 |       | 21.5%  |
| 1960년                                      | 189,454 |       | 4.0%   |
| 1970년                                      | 175,885 |       | −7.2%  |
| 1980년                                      | 163,034 |       | −7.3%  |
| 1990년                                      | 159,936 |       | −1.9%  |
| 2000년                                      | 181,743 |       | 13.6%  |
| 2010년                                      | 186,440 |       | 2.6%   |
| 2019 (추산)                                 | 200,567 | [ 2 ] | 7.6%   |
| Source: U.S. Decennial Census 2019 Estimate |         |       |        |

## 기후
| 솔트레이크시티 (솔트레이크시티 국제공항)의 기후                                                | 솔트레이크시티 (솔트레이크시티 국제공항)의 기후 | 솔트레이크시티 (솔트레이크시티 국제공항)의 기후 | 솔트레이크시티 (솔트레이크시티 국제공항)의 기후 | 솔트레이크시티 (솔트레이크시티 국제공항)의 기후 | 솔트레이크시티 (솔트레이크시티 국제공항)의 기후 | 솔트레이크시티 (솔트레이크시티 국제공항)의 기후 | 솔트레이크시티 (솔트레이크시티 국제공항)의 기후 | 솔트레이크시티 (솔트레이크시티 국제공항)의 기후 | 솔트레이크시티 (솔트레이크시티 국제공항)의 기후 | 솔트레이크시티 (솔트레이크시티 국제공항)의 기후 | 솔트레이크시티 (솔트레이크시티 국제공항)의 기후 | 솔트레이크시티 (솔트레이크시티 국제공항)의 기후 | 솔트레이크시티 (솔트레이크시티 국제공항)의 기후 |
| 월                                                                                             | 1월                                             | 2월                                             | 3월                                             | 4월                                             | 5월                                             | 6월                                             | 7월                                             | 8월                                             | 9월                                             | 10월                                            | 11월                                            | 12월                                            | 연간                                            |
| ---------------------------------------------------------------------------------------------- | ----------------------------------------------- | ----------------------------------------------- | ----------------------------------------------- | ----------------------------------------------- | ----------------------------------------------- | ----------------------------------------------- | ----------------------------------------------- | ----------------------------------------------- | ----------------------------------------------- | ----------------------------------------------- | ----------------------------------------------- | ----------------------------------------------- | ----------------------------------------------- |
| 역대 최고 기온 °C (°F)                                                                         | 17 (63)                                         | 21 (69)                                         | 27 (80)                                         | 32 (89)                                         | 37 (99)                                         | 42 (107)                                        | 42 (107)                                        | 41 (106)                                        | 42 (107)                                        | 32 (89)                                         | 24 (75)                                         | 21 (69)                                         | 42 (107)                                        |
| 일평균 최고 기온 °C (°F)                                                                       | 3.7 (38.6)                                      | 7.1 (44.7)                                      | 12.9 (55.3)                                     | 16.6 (61.9)                                     | 22.6 (72.6)                                     | 28.9 (84.1)                                     | 34.4 (94.0)                                     | 33.2 (91.7)                                     | 27.0 (80.6)                                     | 18.6 (65.5)                                     | 10.4 (50.7)                                     | 3.9 (39.0)                                      | 18.3 (64.9)                                     |
| 일일 평균 기온 °C (°F)                                                                         | −0.3 (31.4)                                     | 2.6 (36.6)                                      | 7.7 (45.8)                                      | 11.0 (51.8)                                     | 16.4 (61.5)                                     | 22.0 (71.6)                                     | 27.3 (81.1)                                     | 26.2 (79.1)                                     | 20.2 (68.4)                                     | 12.6 (54.6)                                     | 5.4 (41.7)                                      | 0.1 (32.2)                                      | 12.6 (54.7)                                     |
| 일평균 최저 기온 °C (°F)                                                                       | −4.3 (24.2)                                     | −1.9 (28.6)                                     | 2.4 (36.3)                                      | 5.4 (41.8)                                      | 10.2 (50.4)                                     | 15.1 (59.1)                                     | 20.1 (68.2)                                     | 19.2 (66.6)                                     | 13.5 (56.3)                                     | 6.4 (43.6)                                      | 0.4 (32.8)                                      | −3.7 (25.3)                                     | 6.9 (44.4)                                      |
| 역대 최저 기온 °C (°F)                                                                         | −30 (−22)                                       | −34 (−30)                                       | −18 (0)                                         | −10 (14)                                        | −4 (25)                                         | 0 (32)                                          | 4 (40)                                          | 3 (37)                                          | −3 (27)                                         | −10 (14)                                        | −26 (−14)                                       | −29 (−21)                                       | −34 (−30)                                       |
| 평균 강수량 mm (인치)                                                                          | 36 (1.43)                                       | 33 (1.30)                                       | 44 (1.75)                                       | 55 (2.16)                                       | 46 (1.82)                                       | 24 (0.95)                                       | 12 (0.49)                                       | 15 (0.58)                                       | 27 (1.06)                                       | 32 (1.26)                                       | 34 (1.32)                                       | 36 (1.40)                                       | 394 (15.52)                                     |
| 평균 강설량 cm (인치)                                                                          | 32 (12.7)                                       | 27 (10.7)                                       | 15 (5.9)                                        | 7.4 (2.9)                                       | 0.25 (0.1)                                      | 0.0 (0.0)                                       | 0.0 (0.0)                                       | 0.0 (0.0)                                       | 0.0 (0.0)                                       | 1.3 (0.5)                                       | 18 (7.0)                                        | 31 (12.1)                                       | 132 (51.9)                                      |
| 평균 강수일수 (≥ 0.01 인치)                                                                    | 10.3                                            | 9.5                                             | 9.2                                             | 10.4                                            | 8.9                                             | 4.8                                             | 3.9                                             | 4.9                                             | 5.2                                             | 6.5                                             | 8.3                                             | 9.6                                             | 91.5                                            |
| 평균 강설일수 (≥ 0.1 인치)                                                                     | 7.6                                             | 6.0                                             | 4.0                                             | 2.2                                             | 0.2                                             | 0.0                                             | 0.0                                             | 0.0                                             | 0.0                                             | 0.7                                             | 3.6                                             | 7.1                                             | 31.4                                            |
| 평균 상대 습도 (%)                                                                             | 74.0                                            | 69.8                                            | 60.2                                            | 53.2                                            | 48.7                                            | 41.4                                            | 35.9                                            | 38.5                                            | 45.6                                            | 55.7                                            | 66.3                                            | 74.3                                            | 55.3                                            |
| 평균 월간 일조시간                                                                             | 127.4                                           | 163.1                                           | 241.9                                           | 269.1                                           | 321.7                                           | 360.5                                           | 380.5                                           | 352.5                                           | 301.1                                           | 248.1                                           | 150.4                                           | 113.1                                           | 3,029.4                                         |
| 가능 일조율                                                                                    | 43                                              | 55                                              | 65                                              | 67                                              | 72                                              | 80                                              | 83                                              | 83                                              | 81                                              | 72                                              | 50                                              | 39                                              | 68                                              |
| 출처: 미국 해양대기청 (평년값: 1991년~2020년, 극값: 1874년~현재, 상대습도/일조: 1961년~1990년) |                                                 |                                                 |                                                 |                                                 |                                                 |                                                 |                                                 |                                                 |                                                 |                                                 |                                                 |                                                 |                                                 |

## 자매 도시
- 볼리비아 오루로
- 보스니아 헤르체고비나 사라예보
- 브라질 마나우스
- 아일랜드 셀레스
- 러시아 이젭스크
- 이탈리아 토리노
- 일본 마쓰모토시
- 필리핀 케손시티
- 중화민국 지룽시
- 우크라이나 체르니우치